# Волхов-М
М-2 «Волхов-М» (по классификации МО США и НАТО — SA-N-2 Guideline) — советский зенитно-ракетный комплекс средней дальности корабельного базирования. Морской вариант комплекса С-75.

## История
В соответствии с постановлением СМ СССР от 13 августа 1955 года «О защите кораблей ВМФ от авиации» создавались четыре ракетных комплекса:
- М-1 — ближнего действия (до 15 км);
- М-2 — средней дальности (до 30 км);
- М-3 — большой дальности (до 60 км);
- М-4 — ЗРК для собственной самообороны (до 5 км).

Разработку проекта 70 по переоборудованию легкого крейсера проекта 68-бис в корабль ПВО оснащённый ЗРК средней дальности вело ЦКБ-16 (главный конструктор К. И. Трошков).
Планировалось заменить на корабле все четыре орудийные башни МК-5бис главного калибра (152-мм) четырьмя спаренными пусковыми установками СМ-64 комплекса М-2 «Волхов-М», являвшегося модификацией сухопутного ЗРК С-75 разработанного ОКБ-2 МАП. В боекомплект устанавливаемого комплекса входили 44 ЗУР В-753 (модификация ЗУР В-750).
Проект доработки ЗРК С-75 по заданию УРАВ ВМФ выполняли НИИ-1 и НИИ-49 (главные конструкторы С. Т. Зайцев, П. Д. Грушин и А. С. Гринштейн). Разработка пусковой установки СМ-64 велась ЦКБ-34 (главный конструктор Е. Г. Рудяк), по приказу МОП от 7 октября 1956 года.
Ввиду того, что маршевая ступень ЗУР В-753 была жидкостной, проектировалось раздельное хранение компонентов ракетного топлива на корабле. Планировалось реализовать автоматическую заправку ракет непосредственно на ПУ, а как резервный вариант — в погребе, перед подачей ЗУР на ПУ. Если ракета не была использована, был необходим слив окислителя и горючего.
Для ведения экспериментальной отработки ЗРК на заводе № 497 («Севморзавод») в г. Севастополе в период с 15 октября 1957 по 24 декабря 1958 года был модернизирован и перестроен по проекту 70-Э крейсер «Дзержинский» проекта 68-бис. В процессе переоборудования на крейсере вместо одной из 152-мм орудийных башен был смонтирован один экспериментальный ЗРК М-2 в составе:
- стабилизированная ПУ с устройствами подачи и заряжания СМ-64,
- погреб на 10 ЗУР В-753 (заводской индекс — 13ДМ),
- система управления типа «Корвет»,
- РЛС «Кактус»
- РЛС «Разлив».

Однако объемов имевшихся артиллерийских погребов снятой орудийной башни для размещения 10 крупногабаритных ракет оказалось недостаточно. Потребовалось увеличить размеры погреба, для чего была сооружена надстройка высотой 3,3 м и прорезаны три палубы.
В ходе испытаний ЗРК М-2 «Волхов-М» был достаточно эффективен — первой же ракетой с «Дзержинского» была сбита летевшая на высоте 10 км мишень на базе Ил-28. Однако этот ЗРК обладал рядом крупных недостатков, серьёзно ухудшавших эксплуатационные и боевые характеристики:
- малый боезапас ракет на крейсере, как следствие больших габаритов ракеты В-753 (длина 10,4 м, размах стабилизаторов 2,6 м),
- повышенная пожаро- и взрывоопасность, из-за применения в ракете жидкостной маршевой ступени, необходимости длительного хранения ракеты в погребе при постоянной заправке горючим и использовании резервной ручной системы заправки ракет в погребе перед подачей их на пусковую установку (автоматическая заправка ЗУР компонентами ракетного топлива на стартовой установке не была реализована)
- низкая огневая производительность

Всё это привело к тому, что постановлением СМ СССР от 10 августа 1957 года, работы по крейсеру проекта 70 были прекращены, за исключением экспериментального крейсера «Дзержинский» проекта 70-Э.
3 августа 1961 года «Дзержинский» переклассифицировали в учебный крейсер. В период 5-24 октября 1973 года участвовал в военных действиях по оказанию помощи вооруженным силам Египта, о применении в этот период ЗРК М-2 данные отсутствуют.
В 1982 году на «Дзержинском» проведена последняя проверка ЗУР — на всех ракетах имелись течи, они были небоеспособны. 12 октября 1988 года единственный крейсер вооружённый ЗРК М-2 «Волхов-М» был разоружен и исключен из состава ВМФ.

## Носители
Единственным носителем ЗРК М-2 «Волхов-М» был опытный крейсер проекта 70-Э переделанный из крейсера проекта 68-бис «Дзержинский».